# Vicente Zeballos
Vicente Antonio Zeballos Salinas (10 de maio de 1963) é um político peruano e atual Presidente do Conselho de Ministros do Peru desde 30 de setembro de 2019. Fora Ministro da Justiça de 2018 a 2019.
Começou a carreira como Prefeito de Moquegua, distrito de Mariscal Nieto (2003-2006). Em 2011 foi eleito legislador pelo Partido da Solidariedade Nacional representando Moquegua no Congresso da República do Peru. Zeballos foi reeleito em 2016, desta vez pelo partido Peruanos para a Mudança, deixando este partido em 2017 como protesto contra o perdão do ex-presidente Alberto Fujimori pelo líder do partido e então presidente do Peru Pedro Pablo Kuczynski.
Em 30 de setembro de 2019, após um voto de não confidência a Salvador del Solar, Zeballos se tornou Presidente do Concelho de Ministros. O decreto dissolvendo o Congresso Nacional foi a primeira lei assinada por ele nesta função, então, Zeballos apresentou junto com o Presidente Martín Vizcarra, as principais políticas para o seu governo.